# Zeros & Heroes
Zeros & Heroes es el quinto álbum de estudio de la banda sueca Clawfinger. Está compuesto por 12 canciones en su versión normal.

## Lista de canciones del álbum
1. "Zeros & Heroes" – 4:10
2. "Recipe For Hate" – 2:55
3. "When Everything Crumbles" – 3:51
4. "15 Minutes of Fame" – 3:35
5. "World Domination" – 3:55
6. "Bitch" – 3:49
7. "Four Letter Word" – 3:22
8. "Money Power Glory" – 3:33
9. "Kick It" – 3:17
10. "Live Like A Man" – 2:51
11. "Step Aside" – 3:12
12. "Blame" – 3:53
13. "Are You Talking To Me?" – 2:33 (Bonus Track)
14. "Where Are You Now?" – 3:21 (Bonus Track)
15. "Point of No Return" – 4:25 (Bonus Track)

## Sencillos del álbum
- Recipe for hate

- Datos: Q5222279